# 聖大衛旗

聖大衛旗

聖大衛旗（英語：Flag of Saint David） 通常是一面黑底加上黃色十字的旗幟。這面旗幟代表了威爾斯的主保聖人聖大衛。現在聖大衛旗和紅龍旗並為代表威爾斯的旗幟，但相對而言沒有紅龍旗常見。聖大衛十字也是威爾斯的國家象徵之一。

## 外部連結
- Saint David's Day Parade